# Tintin in Tibet (videojuego)
Tintin in Tibet es un videojuego de Aventura basadas en las historieta Tintín en el Tíbet de las serie de Las aventuras de Tintín por el dibujante belga Hergé. Fue una de las series de los dos juegos lanzados, seguido por Los Prisioneros del Sol. Fue lanzado en PC (MS-DOS y Windows 95), Super Nintendo, Game Boy, Game Boy Color, Sega Game Gear y Mega Drive a finales de 1995.

## Fechas de Lanzamiento
- Tintin in Tibet por Mega Drive - 1995
- Tintin in Tibet por Game Boy - 1995
- Tintin in Tibet por Sega Game Gear - 1995
- Tintin in Tibet por Super Nintendo - diciembre de 1995
- Tintin in Tibet por PC - 1996
- Tintin in Tibet por Game Boy Color - 2001

- Datos: Q3529218